# Појеница Томиј (Хунедоара)
Појеница Томиј (рум. Poienița Tomii) насеље је у Румунији у округу Хунедоара у општини Чербал. Oпштина се налази на надморској висини од 840 m.

## Становништво
Према подацима из 2002. године у насељу је живело 99 становника, од којих су сви румунске националности.